# Chik loh go yeung
Chik loh go yeung (en chino, 赤裸羔羊) (conocida como Desnuda para matar en España) es una película de suspenso erótico y romance de Hong Kong de 1992 escrita y producida por Wong Jing y dirigida por Clarence Fok Yiu-leung. La película está protagonizada por Chingmy Yau, Simon Yam y Carrie Ng.
La película es considerada un clásico de culto.

## Argumento
Kitty es una joven viciosa que no tiene reparos en apuñalar a los hombres que intimidan a sus novias en los genitales. Tinam es un policía que atraviesa un período traumático: le disparó a su propio hermano por accidente y, como resultado, ahora vomita cada vez que empuña su arma.
Cuando Kitty hiere gravemente a un hombre apuñalándolo en la ingle, Tinam intenta arrestarla pero falla. Más tarde, Kitty aparece en la comisaría y manipula los hechos hasta el punto de que Tinam no tiene más remedio que iniciar una relación con ella. Tinam, que se ha vuelto impotente, descubre que ya no siente lo mismo por Kitty, que se contenta con engañarlo.
El padre de Kitty está casado con una nueva esposa, pero el matrimonio es tenso. Una noche la descubre engañándolo con otro hombre llamado Bee. En la pelea que sigue, el padre de Kitty cae por las escaleras y muere.
Furiosa y decidida a buscar venganza, Kitty irrumpe en la oficina de Bee y procede a matarlo a él, a sus guardaespaldas y a la mayor parte de su personal. En el curso de su escape, toma a una mujer como rehén pero, inesperadamente, la mujer la ayuda y se deshace de muchos de los perseguidores.
La mujer resulta ser una asesina profesional llamada Hermana Cindy. Ella estaba dispuesta a matar a Bee ella misma antes de que Kitty interceptara. Ella procede a entrenar a Kitty y le da una nueva identidad. El entrenamiento incluye el asesinato de pedófilos encadenados y enfurecidos en el sótano de la hermana Cindy.
Para su primera misión, Kitty acompaña a la hermana Cindy y asesina a un miembro de la yakuza japonesa. Esto lleva a que se les haga un contrato y la tarea se le confía a Princess, una de las antiguas protegidas de la hermana Cindy y lesbiana con un amante joven igualmente mortal llamado Baby.
Mientras investiga el asesinato él mismo, Tinam va a ver a una azafata a quien la víctima conoció antes de su muerte. El testigo es Vivian Shang, a quien Tinam reconoce como Kitty. Ella lo niega pero renueva su relación.
La hermana Cindy procede a asesinar a otras personas que podrían conectar a Kitty con Vivian Shang, incluido el superior de Tinam y un testigo del incidente del apuñalamiento en la ingle. Sin embargo, Kitty le impide matar al propio Tinam. Kitty y Tinam consuman su relación. La hermana Cindy le dice a Kitty que se vaya y aproveche al máximo su relación.
Princess, que se supone que debe matar a Kitty, se obsesiona con ella, lo que genera un conflicto con Baby. Se dispusieron a matar a la hermana Cindy quien, con la muerte acercándose, da una buena pelea. Pero finalmente es derrotada debido a una estratagema utilizada por Princess ese mismo día. Princess había besado a la hermana Cindy con un lápiz labial venenoso que, combinado con un poco de vino que había bebido, la mata.
Kitty se esconde, pero luego se enfrenta a Princess, aparentemente dispuesta a convertirse en su compañera tanto en los negocios como en la cama. Posteriormente, Princess cae en la misma trampa que le tendió a la hermana Cindy: cuando se besan, Kitty le pasa un lápiz labial envenenado. Luego, Tinam irrumpe y dispara a los secuaces de Princess.
En la batalla, Tinam mata a Baby y una princesa furiosa los persigue a él y a Kitty de regreso a la casa de la hermana Cindy. Sin embargo, el veneno en el sistema de Princess la alcanza y muere con Kitty burlándose de ella diciéndole que, por otro lado, llegará al hospital a tiempo para sobrevivir.
En ese momento, el veneno dentro de Kitty ha hecho efecto. No dispuesto a perderla de nuevo, Tinam dispara su arma al horno de gas y hace que la casa se incendie con los dos adentro.

## Reparto
- Chingmy Yau como Kitty/Vivian Shang
- Simon Yam como Tinam
- Carrie Ng como princesa
- Madoka Sugawara como bebé
- Wai Yiu como la hermana Cindy (como Kelly Yao)
- Hui Siu-Hung
- Ken Lo como abeja
- Esther Wan Yue Hung

## Recepción
Sight & Sound declaró que la película tenía un "doblaje espantoso" y una "trama confusa al estilo de Nikita", pero fue "redimida por secuencias de acción virtuosas". La revisión concluyó que "ninguna cantidad de decoración puede ocultar los agujeros en el guion".